# Olympische Sommerspiele 1908/Rudern – Vierer ohne Steuermann
Der Vierer ohne Steuermann im Rudern bei den Olympischen Spielen 1908 in London fand vom 28. bis 31. Juli 1908 auf der Themse statt. Titelverteidiger war der Century Boat Club aus den Vereinigten Staaten.

## Ergebnisse

### Halbfinale

#### Halbfinale 1
| Rang   | Nation         | Verein                     | Athleten                                                              | Zeit       | Anmerkung |
| ------ | -------------- | -------------------------- | --------------------------------------------------------------------- | ---------- | --------- |
| 1      | Großbritannien | Magdalen College Boat Club | Collier Cudmore James Angus Gillan Duncan Mackinnon John Somers-Smith | 8:34,0 min | Q         |
| Bronze | Kanada         | Argonaut Rowing Club       | Gordon Balfour Becher Gale Charles Riddy Geoffrey Taylor              | unbekannt  |           |

#### Halbfinale 2
| Rang   | Nation         | Verein           | Athleten                                                    | Zeit       | Anmerkung |
| ------ | -------------- | ---------------- | ----------------------------------------------------------- | ---------- | --------- |
| 1      | Großbritannien | Leander Club     | Philip Filleul Harold Barker John Fenning Gordon Thomson    | 9:04,0 min | Q         |
| Bronze | Niederlande    | Amstel Amsterdam | Hermannus Höfte Albertus Wielsma Johan Burk Bernardus Croon | unbekannt  |           |

### Finale
| Rang   | Nation         | Verein                     | Athleten                                                              | Zeit       |
| ------ | -------------- | -------------------------- | --------------------------------------------------------------------- | ---------- |
| Gold   | Großbritannien | Magdalen College Boat Club | Collier Cudmore James Angus Gillan Duncan Mackinnon John Somers-Smith | 8:34,0 min |
| Silber | Großbritannien | Leander Club               | Philip Filleul Harold Barker John Fenning Gordon Thomson              | unbekannt  |